# Paul Gallico
Paul William Gallico (26 de julio de 1897-15 de julio de 1976) fue un escritor estadounidense y periodista deportivo.
Graduado en la Universidad de Columbia en 1919, se dedicó a la crítica cinematográfica hasta que accidentalmente se convirtió en periodista deportivo muy reconocido en el New York Daily News. Fue impulsor de los Guantes de Oro (Golden Gloves), torneo de boxeo amateur que adquirió gran relevancia.
En 1930 comenzó a escribir relatos cortos que publicó en diversos periódicos y que después convertiría en novelas. 
Muchas de sus obras fueron adaptadas al cine, siendo conocido sobre todo por su novela La aventura del Poseidón, principalmente a través de  la adaptación cinematográfica de 1972.

## Premios y distinciones
Premios Óscar
| Año  | Categoría       | Película                  | Resultado |
| ---- | --------------- | ------------------------- | --------- |
| 1943 | Mejor argumento | El orgullo de los Yanquis | Nominado  |